# Dębina (Tczew)
Dembina (polaco: Dębina /dem'bina/) es un asentamiento en el distrito de Gmina Pelplin, dentro del condado Tczew, Voivodato de Pomerania, en el norte de Polonia. Se encuentra aproximadamente a 3 km (2 mi) al norte de Pelplin, 17 km (11 mi) al sur de Tczew, 47 km (27 mi) al sur de la capital regional Gdansk.
Para ver detalles de la historia de la región, véase Historia de Pomerania